# Пирин (футбольный клуб, Гоце-Делчев)
«Пирин» — болгарский футбольный клуб из города Гоце-Делчев, выступающий в группе «А» чемпионата Болгарии. Домашние матчи проводит на стадионе «Градски», вмещающем 5 000 зрителей.

## История
Клуб основан в 1925 году в Неврокопе как футбольная секция гимнастического общества «Юнак». Вскоре футбольная команда отделилась от гимнастического общества и существовала до второй половины 1940-х годов, когда в Болгарии стали создаваться спортивные общества отраслевых профсоюзов. К середине 1950-х в Гоце-Делчеве существовало несколько подобных организаций: «Строител», «Червено знаме», «Динамо», «Спартак» и другие. В 1957 году спортивные общества города (за исключением «Спартака») были объединены в физкультурно-спортивное общество «Пирин».
В сезоне 2005/06 «Пирин» дебютировал в группе «Б» чемпионата Болгарии. В сезоне 2006/07 команде удалось занять третье место в западном дивизионе. По итогам сезона 2011/12 клуб выиграл западный дивизион группы «Б» и завоевал право выступления в высшем дивизионе Болгарии на сезон 2012/13.

## Известные игроки
- Георгий Василев /1962—1963, 1980—1986 — игрок сборной Болгарии в 1968—1973, серебряный призёр Олимпийских игр 1968.
- Димчо Беляков[болг.] /1990—1991; 12 матчей, 2 гола — лучший бомбардир чемпионата Болгарии 1998/99.
- Георгий Марков[англ.] /1990—1993 — игрок сборной Болгарии в 1999—2005